# El resto de nada (película)
El resto de nada (Il resto di niente) es una película italiana de 2004 basada en la novela homónima de Enzo Striano, dedicada a la vida de Eleonora Fonseca Pimentel.
Fue dirigida por Antonietta De Lillo y contó con la actuación de Maria de Medeiros. 

## Trama
Nacida en Roma de una familia de la nobleza portuguesa, Eleonora se muda a Nápoles cuando niña. Siendo muy joven se convierte en miembro de los círculos literarios de la capital del Reino, donde conoce a intelectuales como Gaetano Filangieri, Mario Pagano, Domenico Cirillo y Vincenzo Cuoco. Se casa con el conde Pasquale Tria de Salis, de quien pronto se separa debido a sus numerosas traiciones y violencias. En la década de 1790, adhiere al movimiento jacobino en Nápoles y es una de líderes de la revolución que instala la República Partenopea en enero de 1799. Tras el repentino derrocamiento de la República y la restauración de la monarquía borbónica, es condenada a morir en la horca junto con los otros revolucionarios napolitanos.

## Reparto
| - Maria de Medeiros: Eleonora Fonseca Pimentel - Rosario Sparno: Gennaro Serra di Cassano - Imma Villa: Graziella - Maria Grazia Grassini: Donna Vovò Fonseca - Gino Curcione: Viejo Maestro de ceremonias - Cesare Belsito: Rey Fernando I - Giulia Weber: Reina María Carolina - Mimmo Esposito: Mario Pagano - Raffaele Di Florio: Vincenzo Sanges - Luciano Saltarelli: Annibale Giordano - Raffaele Esposito: Domenico Cirillo - Federico Torre: Francesco Conforti - Enzo Moscato: Gaetano Filangieri - Ciro Di Maio: Vincenzio Russo - Ivan Polidoro: Vincenzo Cuoco - Antonio Manzini: Carlo Lauberg - Simone Spirito: Emanuele De Deo | - Nunzia Di Somma: Luisa Sanfelice - Carlo Cerciello: Vincenzo Speciale - Emanuele Valenti: Giuseppe Marra - Massimiliano Rossi: Carretero - Paolo Coletta: Gabriele Manthoné - Riccardo Zinna: Pasquale Tria - Stefania Graziosi: Catarina - Lucia Ragni: Donna Crezia - Giovanni Esposito: Monje - Emi Salvador: Ciro Pulcinella - Marco Manchisi: Pagliuchella - Paolo Tarallo: Cardenal Fabrizio Ruffo - Simon Edmond: Almirante Horatio Nelson - Stefania De Francesco: Lady Emma Hamilton - Pietro De Silva: Giuseppe de Guidobaldi - Giogiò Franchini: Francesco Caracciolo - Mario Monaci Toschi: Giaccio |

## Premios y nominaciones
David de Donatello 2005
| Categoría          | Nominado(s)       | Resultado |
| ------------------ | ----------------- | --------- |
| Mejor vestuario    | Daniela Ciancio   | Ganador   |
| Mejor actriz       | Maria de Medeiros | Candidato |
| Mejor escenografía | Beatrice Scarpato | Candidato |

Nastro d'argento 2006
| Categoría          | Nominado(s)                                          | Resultado |
| ------------------ | ---------------------------------------------------- | --------- |
| Mejor guion        | Giuseppe Rocca, Laura Sabatino y Antonietta De Lillo | Candidato |
| Mejor fotografía   | Cesare Accetta                                       | Candidato |
| Mejor escenografía | Beatrice Scarpato                                    | Candidato |
| Mejor vestuario    | Daniela Ciancio                                      | Candidato |
| Mejor banda sonora | Daniele Sepe                                         | Candidato |

Globo d'oro 2005
| Categoría        | Nominado(s)    | Resultado |
| ---------------- | -------------- | --------- |
| Mejor fotografía | Cesare Accetta | Ganador   |

Ciak d'oro 2005
| Categoría                                     | Nominado(s)                         | Resultado |
| --------------------------------------------- | ----------------------------------- | --------- |
| Mejor película Categoría "Bello e invisibile" | El resto de nada                    | Ganador   |
| Mejor fotografía                              | Cesare Accetta                      | Ganador   |
| Mejor vestuario                               | Daniela Ciancio                     | Ganador   |
| Mejor escenografía                            | Beatrice Scarpato                   | Ganador   |
| Mejor productor                               | Mariella Li Sacchi y Amedeo Letizia | Candidato |
| Mejor cartel                                  | El resto de nada                    | Candidato |

Premio Flaiano 2005
| Categoría                  | Nominado(s)                                          | Resultado |
| -------------------------- | ---------------------------------------------------- | --------- |
| Premio a la interpretación | Maria de Medeiros                                    | Ganador   |
| Premio al guion            | Giuseppe Rocca, Laura Sabatino y Antonietta De Lillo | Ganador   |

Federazione Italiana Cinema d'Essai 2005
| Categoría   | Nominado(s)      | Resultado |
| ----------- | ---------------- | --------- |
| Premio FICE | El resto de nada | Ganador   |

Giornate Professionali di Cinema 2005
| Categoría  | Nominado(s)      | Resultado |
| ---------- | ---------------- | --------- |
| Premio FAC | El resto de nada | Ganador   |

Fuente: IMDb